# Orange County Choppers
Orange County Choppers (OCC) é uma fabricante de motocicletas dos Estados Unidos, fundada por Paul Teutul, Sr. e Paul Teutul, Jr. em 1999. A empresa é retratada em American Chopper, um reality show que estreou em setembro de 2002 no Discovery Channel, que contribuiu para a rápida ascensão da empresa à fama.

## História
OCC começou como uma atividade complementar à família, uma empresa de fabricação de aço, Orange County Iron Works, que foi fundada na década de 1970. Na década de 1990, Teutul começou a fabricar motocicletas customizadas como uma extensão do seu negócio do aço, e em 1999 fundou a Orange County Choppers. A primeira moto da empresa, "True Blue", foi lançada em 1999 durante o Daytona Bike Week.

## Equipe
- Paul Teutul, Sr.
- Paul Teutul, Jr. "Ex-integrante"
- Michael "Mikey" Teutul
- Rick Petko
- Jim Quinn
- Jason Pohl
- Mike Butt Amorati
- Earl "Herbie" Herman Smith III
- Nick Hansford
- Christian Welter
- Ron Salsbury
- Steve Moreau (Gerente General)